# Porphyrinia nuda
Porphyrinia nuda là một loài bướm đêm trong họ Noctuidae.